# Стефані Ернандес
Стефані Ернандес (ісп. Stefany Hernandez, нар. 13 червня 1991) — венесуельська велогонщиця, бронзова призерка Олімпійських ігор 2016 року.

## Виступи на Олімпіадах
| Олімпіада           | Дисципліна | Місце |
| ------------------- | ---------- | ----- |
| Лондон 2012         | BMX        | 9     |
| Ріо-де-Жанейро 2016 | BMX        | 3     |

## Зовнішні посилання
- Стефані Ернандес — олімпійська статистика на сайті Sports-Reference.com (англ.) (архівна версія)